# Peter von Hagen
Peter von Hagen, (auch: Peter Hagen, Petrus Hagius; * 1569 in Henneberg bei Heiligenbeil (Ostpreußen); † 31. August 1620 in Kneiphof) war ein deutscher Kirchenliedtexter, Pädagoge und Poet.

## Leben
Hagen wurde auf dem Gut seiner Eltern geboren, er studierte an der Universität Königsberg, der Universität Helmstedt und am 4. Januar 1594 an der Universität Wittenberg. Im Anschluss an seine Studien wurde er 1594 Rektor an der Schule in Lyck und 1602 Rektor auf dem Kneiphof in Königsberg (Preußen), wurde am 3. März 1607 Magister der Philosophie und blieb bis zu seinem Lebensende in Königsberg.
In Königsberg hatte er sich mit Johann Eccard eng befreundet. Einer seiner Schüler war Simon Dach. In dem Buch „Preußische Festlieder“ (Königsberg 1598) finden sich einige seiner Lieder, die von Eccard vertont wurden. Andere Liedtexte wurden von dessen Schüler Johann Stobäus, 1604 mit Melodien versehen. Einzelne seiner Liedtexte fanden auch Eingang in die Gemeindegesangbücher und dies mehrfach bis in das 18. Jahrhundert. Zu seinen verbreiteten Liedern gehören: „Freu dich, du werthe Christenheit, dies ist der Tag des Herrn“, „Ich weiß das mein Erlöser lebt, obwohl viel Feind uns plagen“, „Freut euch ihr Christen alle, der Siegesfürst Jesus Christ, gen Himmel fährt“.
Hagen ist zudem als Verfasser von Erbauungsschriften in Versform bekannt.